# Delfinin
Delfinin är en giftig alkaloid som förekommer i växter från släktena Delphinium (riddarsporresläktet) och Atragene (klematissläktet), båda i familjen Ranunculaceae. Delfinin är den huvudsakliga alkaloiden som finns i frön av Delphinium staphisagria, en gång en mycket välkänd växtbaserad behandling av kroppslöss. Det är relaterat i struktur och har liknande effekter som akonitin, som fungerar som en allosterisk modulator av spänningsstyrda natriumkanaler, och medför lågt blodtryck, långsammare hjärtfrekvens och onormala hjärtrytmer. Dessa effekter gör det mycket giftigt (LD50 =1,5–3,0 mg/kg hos kanin och hund; grodor är ca 10 gånger mera mottagliga). Även om det har använts i vissa alternativa läkemedel (t.ex. i örtmedicin), rekommenderar de flesta av det medicinska samfundet inte att använda det på grund av dess extrema toxicitet. 

## Isolering
En av de tidigaste rapporterna om isoleringen av delfinin, från D. staphisagria, kom från de franska kemisterna Lassaigne och Feneulle, 1819. En mindre antik och mer tillgänglig rapport är den från USDA-kemisten L. N. Markwood, som också kort granskade det tidigare isoleringsarbetet. I synnerhet utfördes dessa tidiga isoleringar utan hjälp av kromatografi, eftersom delfinin kristalliserar lätt från ett petroleumeterextrakt efter den typiska syrabascykeln som används i traditionella metoder för växtalkaloidextraktion.

## Kemi
Trots den relativa lättheten med isolering och tidig upptäckt av delfinin, etablerades dess molekylära struktur inte i sin för närvarande accepterade form förrän i början av 1970-talet. Vid den tiden korrigerade Wiesners forskargrupp stereokemin hos metoxigruppen vid C-1 från β- till α-konfigurationen. Således kommer varje bild av delfininmolekylen framtagen före 1971–1972 sannolikt att visa felaktig stereokemi vid C-1.

## Farmakologi
Som ett resultat av dess tidiga upptäckt och isolering i kristallin form (då betraktad som ett renhetskriterium) undersöktes de farmakologiska egenskaperna hos delfinin omfattande under 1800-talet, trots att dess molekylära struktur var okänd. Det är troligt att några av dessa undersökningar utfördes med orent läkemedel och bör tolkas med försiktighet. Referenser till och kommentarer till dessa tidiga studier finns i recensionen av Benn och Jacyno. Nyare studier fokuserade på den kardiovaskulära toxiciteten hos delfinin.
I allmänhet verkar farmakologin för delfinin likna den hos akonitin, även om den akuta toxiciteten hos delfinin hos försöksdjur verkar vara lägre än för akonitin.